# Ami Canaan Mann
Ami Canaan Mann (* 1969 in London-Merton, Surrey, Vereinigtes Königreich) ist eine US-amerikanische Regisseurin und Drehbuchautorin.

## Leben und Karriere
Ami Mann ist eine von vier Töchtern des Regisseurs Michael Mann und der Kunstmalerin Summer Mann.
Ihre erste Drehbucharbeit war eine Episode der Fernsehserie New York Cops – NYPD Blue im Jahr 2000. 2001 debütierte sie als Regisseurin mit dem Film Morning. Für ihre Arbeit an diesem Independentfilm erhielt sie mehrere Auszeichnungen bei Filmfesten.
Nachdem sie bei mehreren Fernsehproduktionen Drehbücher geschrieben und Regie geführt hatte, übernahm sie 2010 die Regie bei dem von ihrem Vater Michael Mann produzierten Thriller Texas Killing Fields – Schreiendes Land, welcher am 9. September 2011 bei den 68. Internationalen Filmfestspielen von Venedig uraufgeführt wurde.

## Filmografie
Als Regisseurin
- 2000: Morning
- 2003: Robbery Homicide Division (Fernsehserie, Episode 1x11)
- 2010: Friday Night Lights (Fernsehserie, Episode 4x10)
- 2011: Texas Killing Fields – Schreiendes Land (Texas Killing Fields)
- 2014: Love Me Like You Do – Aus Schicksal wird Liebe (Jackie & Ryan)
- 2018–2019: Marvel’s Cloak & Dagger (Fernsehserie, 2 Episoden)
- 2024: Audrey’s Children

Als Drehbuchautorin
- 2000: New York Cops – NYPD Blue (NYPD Blue, Fernsehserie, Episode 7x19)
- 2002: Nancy Drew – Auf der Suche nach der Wahrheit (Nancy Drew, Fernsehfilm)
- 2014: Love Me Like You Do – Aus Schicksal wird Liebe (Jackie & Ryan)

Als Produzentin
- 2002: Nancy Drew – Auf der Suche nach der Wahrheit (Nancy Drew, Fernsehfilm)
- 2014: Love Me Like You Do – Aus Schicksal wird Liebe (Jackie & Ryan)